# روزالین هیل
روزالین هیل (انگلیسی: Rosalind Hill؛ ۱۷ ژانویهٔ ۱۹۰۸ – ۱۷ ژانویهٔ ۱۹۹۷) تاریخ‌نگار و مورخ انگلیسی و استاد کالج وستفیلد و دانشگاه لندن که کار ترجمه و ویراستاری کتاب گشتا فرانکاروم را انجام داد.